# دینیسیوس (دهانه)
دینیسیوس یک دهانه برخوردی در ماه‌ است.

## دهانه‌های اقماری
این دهانه ۲ دهانه اقماری دارد.
| Dionysius | عرض جغرافیایی | طول جغرافیایی | قطر         |
| --------- | ------------- | ------------- | ----------- |
| A         | ۱.۷° N        | ۱۷.۶° E       | ۳.۰ کیلومتر |
| B         | ۳.۰° N        | ۱۵.۸° E       | ۴.۰ کیلومتر |